# Plopana
Plopana è un comune della Romania di 3 438 abitanti, ubicato nel distretto di Bacău, nella regione storica della Moldavia.